# Casper Gewerbehof

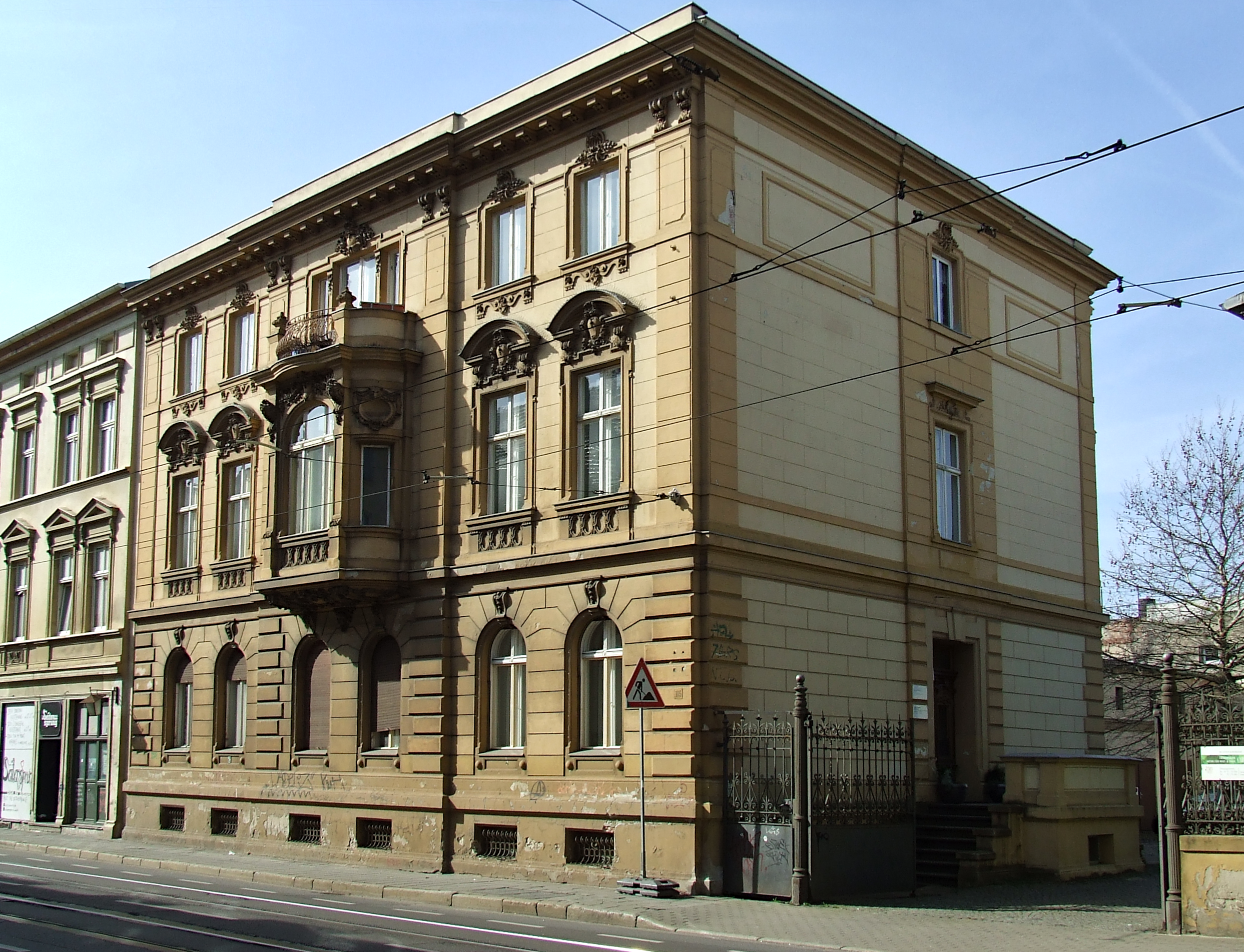
Wohnhaus, Straße der Jugend 105

Caspar Gewerbehof ist der historisierende Name für das Denkmalensemble Straße der Jugend 105/Taubenstraße 4 in Cottbus, bestehend aus einem Wohnhaus und mehreren Gewerbehofbauten. Er ist ein Beispiel für einen vollständig erhaltenen Gewerbehof und ein Zeugnis für das Wirken des traditionsreichen Cottbuser Speditionsunternehmens Casper & Co.

## Wohnhaus
Für das villenartige Wohnhaus wurde die Baugenehmigung 1888/89 an das Cottbuser Baugeschäft Paul Broeßke erteilt.
Die Gewerbebebauung dahinter zur Taubenstraße mit einem Wohn-, Kontor- und Lagergebäude wurde bereits 1866 vom Speditionsgeschäft Casper & Michovius genutzt. 1903 übernahm die Spedition Paul und Thiele dieses Objekt.
Das ursprünglich freistehende Wohngebäude befindet sich an der Westseite der damaligen Dresdner Straße (heutige Straße der Jugend). Der an der Nordseite gelegene Hauseingang wird über eine in einen Risalit eingesetzte zweiläufige Treppe erreicht. Er befindet sich im Bereich der Einfahrt zum Gewerbehof, der mit Kopfsteinen bepflastert ist. Das bauzeitliche Eisentor mit zwei großen Zaunflügeln ist noch intakt, genauso wie das in der Taubenstraße, welches aber weniger dekorativ ist.
Die Fassade an der Straßenseite wird durch den Mittelrisalit mit dem vorgesetzten Balkonerker bestimmt, der eine gewölbte schmiedeeiserne Balkonbrüstung hat. Unter dem Balkon ist eine rankenverzierte dreiteilige Fensterfront zu sehen, die auch auf ihrer Unterkante mit Blattdekor und Kartuschen geschmückt ist. Die unterschiedlichen Geschossaufteilungen werden durch Putzbänder, Gesimse und Gebäudeecken strukturiert. Auch die bauzeitlichen Fensterformen variieren geschossweise, das untere und das obere Geschoss sind sparsamer dekoriert. Das Mittelgeschoss, die Etage des Eigentümers, erkennt man deutlich an den reich verzierten Fenstern und den Segmentbogenverdachungen.
Die Nordseite wurde bereits restauriert und die verschiedenen Putzquadrate, Gesimse und Gebäudeecken sind durch die Denkmalschutzauflagen erhalten geblieben.
Die Hinterfassade des Hauses in schlichter Architektur wurde moderner gestaltet, so sind hier Balkone angebracht worden. Das Wohnhaus mit seinen barocken Formen schließt mit einem überragenden Pultdach über der für die Zeit typischen Geschossaufteilung ab.

## Gewerbehofbebauung

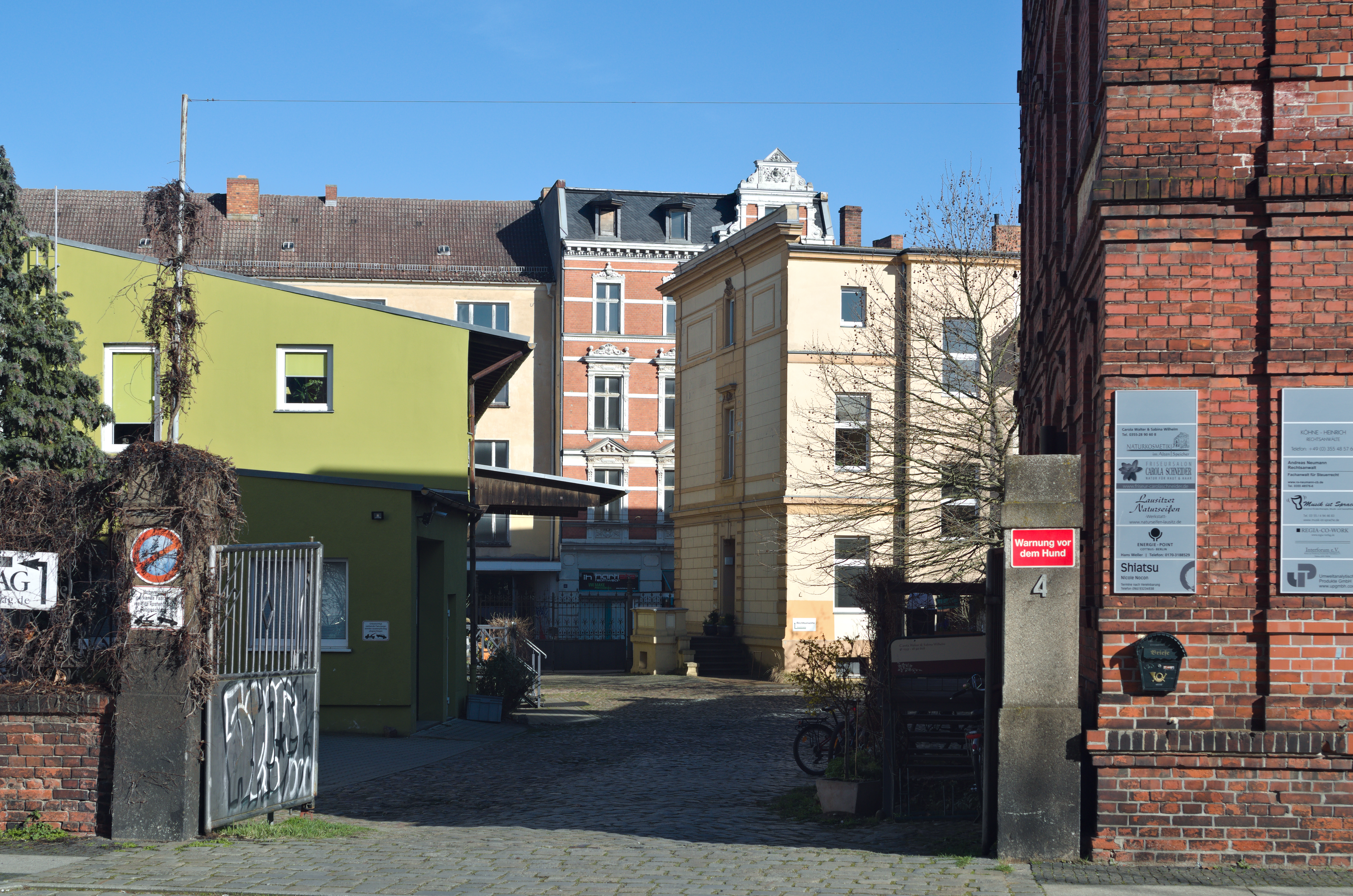
Gewerbehof, Taubenstraße 4

Hinter dem villenartigen Wohnhaus befindet sich das ehemalige eingeschossige massive Stall- und Remisengebäude mit Futterboden, wo heute nach umfassender Renovierung Büros untergebracht sind.
Das zweieinhalbgeschossige Lagerhaus, das mit der Giebelseite zur Taubenstraße steht, ist ein roter Sichtziegelbau mit geschossübergreifenden Lisenen und Sohlbankgesimsen sowie einem Attikageschoss. Die segmentbogigen Wandeinschnitte an Türen und Fenstern waren Lade- und Lüftungsluken.
Das von der Gewerbeeinfahrt nördlich gelegene eineinhalbgeschossige Gebäude war das Wohn- und Kontorgebäude, nach einem Brand 1928 wurde es auf den Kellermauern neu errichtet. Damit ist eine der ältesten Lagerkelleranlagen in Cottbus erhalten geblieben.